# Stary cmentarz na Służewie w Warszawie

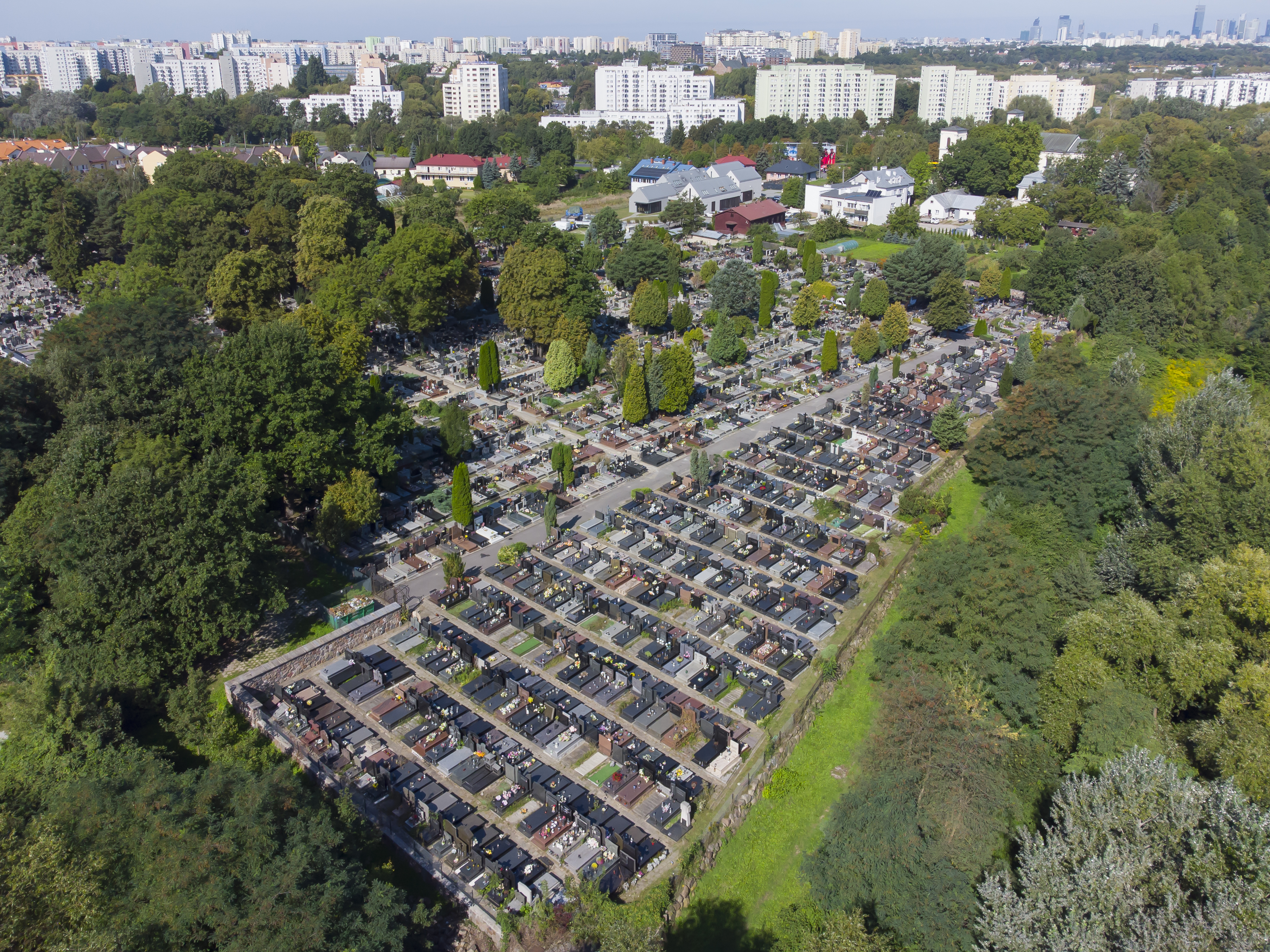
Nekropolia widziana z powietrza, od strony południowo-wschodniej

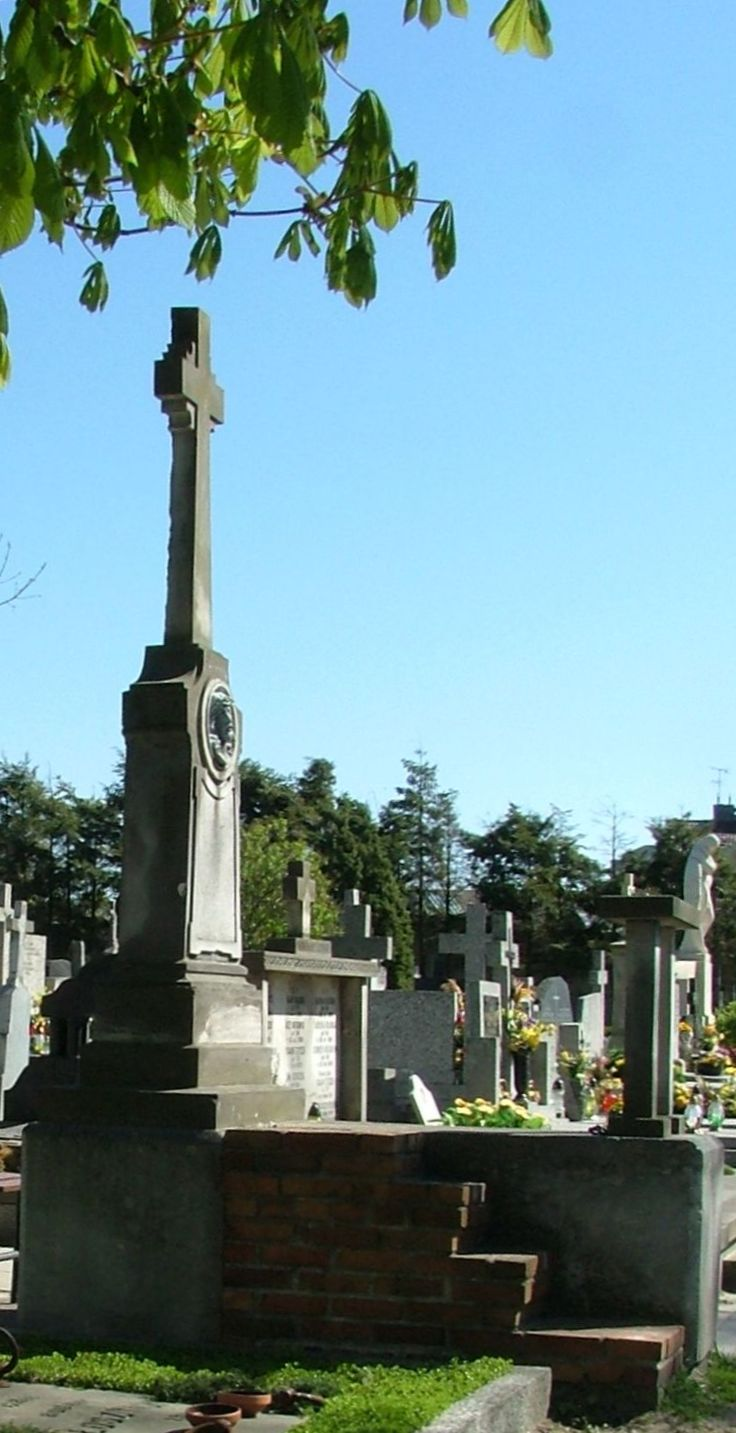
Cmentarz na Służewie przy ul. Renety

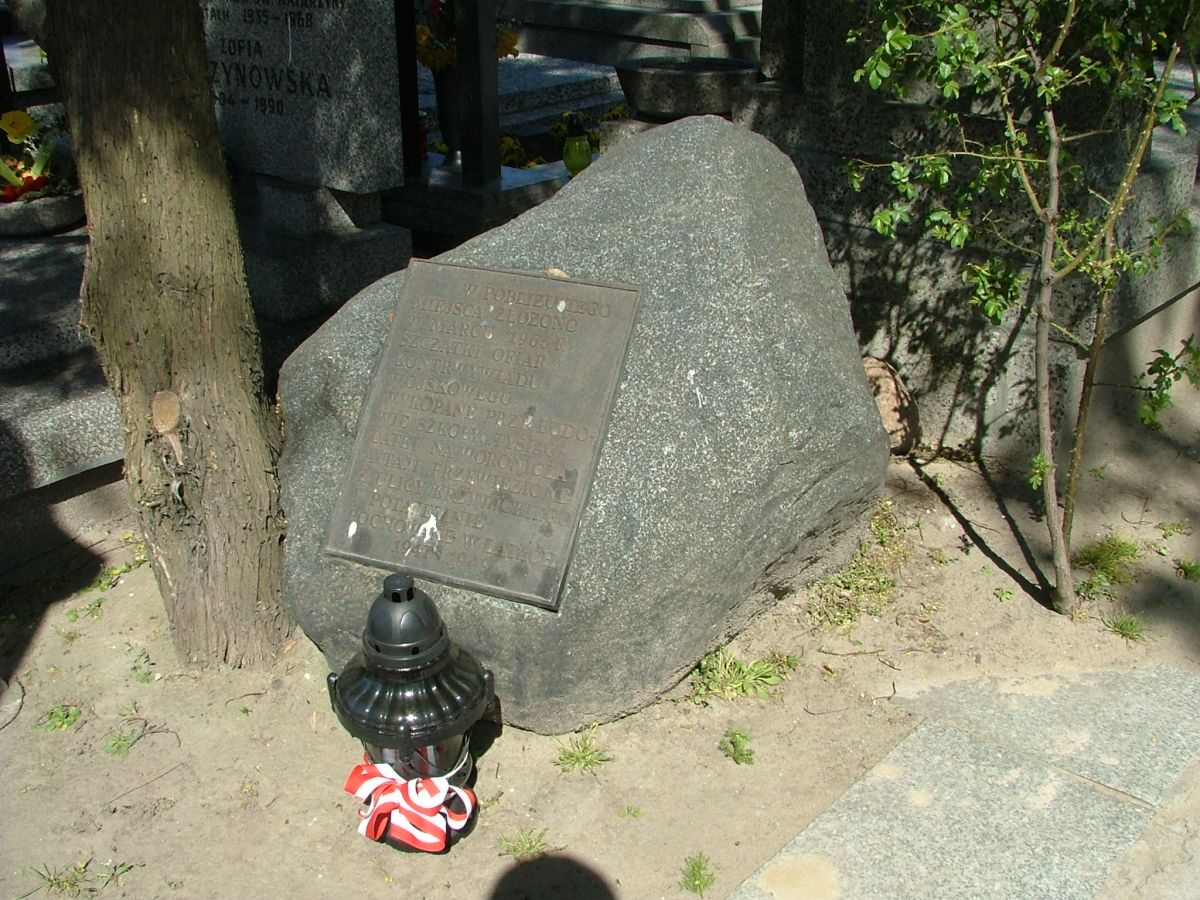
Miejsce upamiętniające Polaków zamordowanych w latach 1945−1947

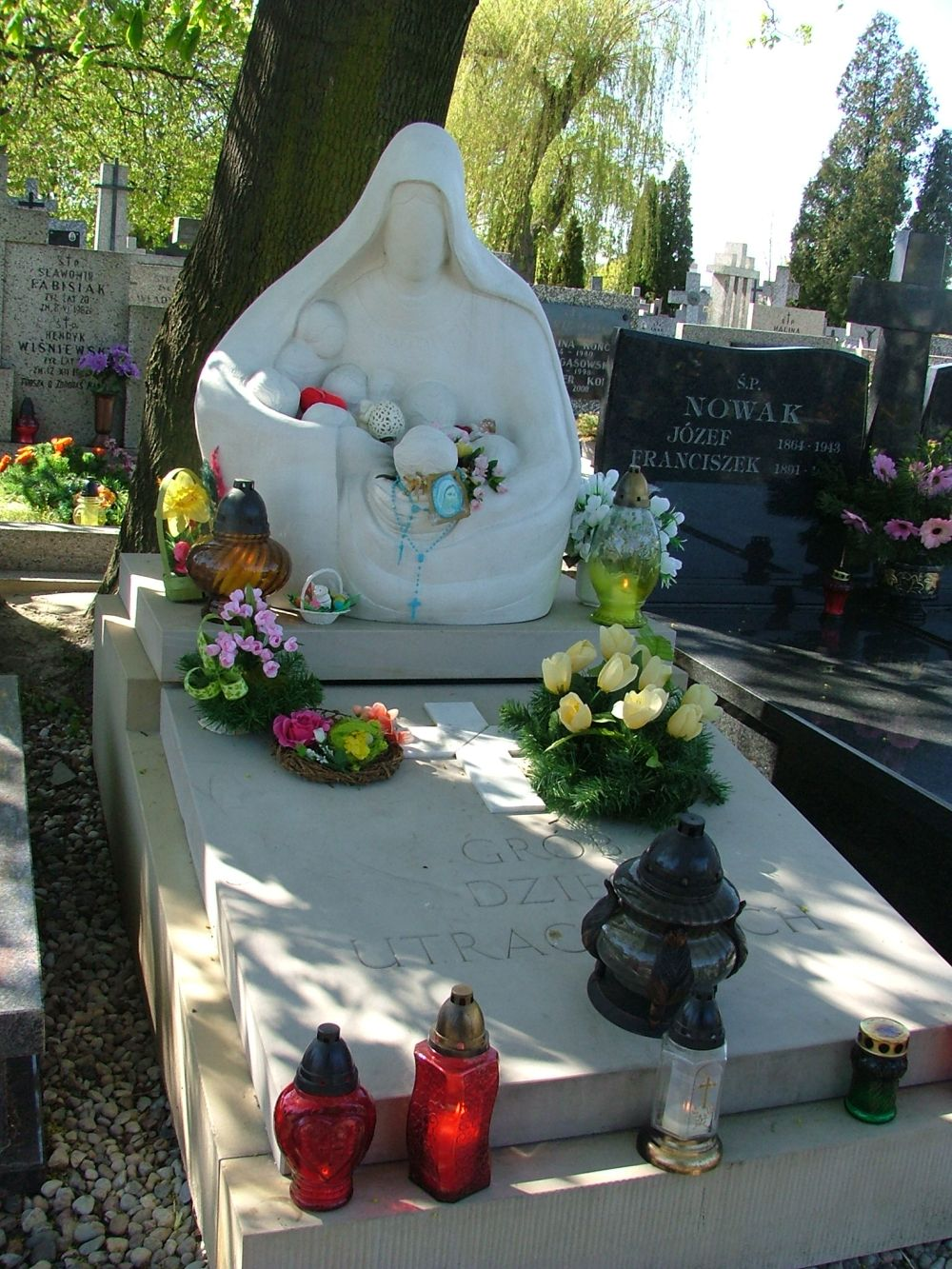
Grób Dzieci Utraconych (lokalizacja na cmentarzu: L.15)

Stary cmentarz na Służewie – rzymskokatolicki cmentarz na obszarze MSI Stary Służew w warszawskiej dzielnicy Ursynów.

## Położenie
Stary cmentarz na Służewie znajduje się przy terenach plebanii kościoła św. Katarzyny przy ulicy Fosa. Od strony południowej znajduje się ulica Anyżkowa (na planach jest podawana ulica Renety, która znajduje się bliżej skarpy).

## Historia
Położony blisko kościoła, co najmniej równie stary jak parafia, która została erygowana w 1238.
Został częściowo zniszczony w czasie powstania listopadowego, odnowiony i rekonsekrowany w 1839. Zachowane sprzed tego okresu trzy groby kominowe. W 1850 powiększono obszar cmentarza i obwiedziono go murem. Teren cmentarza został powiększony ponownie w 1876.
W dniu 28 października 1989 podczas uroczystości z udziałem Józefa Glempa na terenie cmentarza w miedzianej urnie wykonanej przez Andrzeja Renesa złożono ziemię pobraną z miejsc egzekucji i pochówków ofiar komunistycznego terroru, to jest z terenów obu służewskich cmentarzy, skarpy warszawskiej, służewskiego klasztoru dominikanów, toru wyścigowego na Służewcu, Powązek i okolic ulicy 11 listopada.

## Pochowani na cmentarzu
- Polacy zamordowani przez kontrwywiad wojskowy przy ul. Krzywickiego w latach 1945−1947
- Zbigniew Anusz (1925–2011) – prof. WUM, epidemiolog
- Teresa Badzian (1929–1989) – reżyser i scenarzystka filmów animowanych
- Wiesław Barej (1934–2000) – lekarz weterynarii, prof., były rektor SGGW
- Andrzej Bednarek (1949–2003) – filantrop, entomolog prof. SGGW
- Jan Blinowski (1939–2002) – fizyk, prof. UW
- Zygmunt Bogacz (1932–1981) – doc. SGGW
- Jacek Bolechowski (1939–2025) – architekt, współprojektant Centrum Zdrowia Dziecka
- Krystyna Bolesta-Kukułka (1941–2004) – profesor, była dziekan Wydziału Zarządzania UW, żona Józefa
- Halina Bortnowska (1931–2024) – publicystka
- Kazimierz Bosek (1932–2006) – dziennikarz, publicysta
- Jan Bud-Gusaim (1932–2003) – ekonomista, prof. SGGW
- Władysław Chrapusta (1896–1982) – dziennikarz, uczestnik wojny polsko-bolszewickiej
- Hanna Chwalińska-Sadowska (1936–2012) – prof. dr. hab. nauk medycznych, specjalistka reumatolog
- Walenty Ciechomski (1840–1914) – drzeworytnik, powstaniec styczniowy
- Stanisław Chwaliński (1936–1994) – doc. AM, propagator medycyny prewencyjnej
- Antoni Czarnecki (1906–1989) − proboszcz parafii św. Katarzyny (1950-1985)
- Wacław Czarnecki (1902–1990) – dziennikarz i pisarz, więzień hitlerowskich obozów koncentracyjnych Majdanek i Buchenwald, autor książek o Buchenwaldzie
- Paweł Czartoryski (1924–1999) − prawnik, historyk, prof.
- Jerzy Dmochowski (1923–1994) − prof. PW
- Marian Dmochowski (1924–2010) − ekonomista, ambasador, podsekretarz stanu, kierownik resortu handlu zagranicznego
- Aleksander Ferenc (1945–2001) – orientalista, prof. UW
- Piotr Figiel (1940–2011) – kompozytor
- Józef Filipowicz (1933–2006) – pilot
- Michał Filipowicz (1914–1978) – lotnik RAF, syn Wandy Krahelskiej
- Zbigniew Filipowicz (1917–1944) − powstaniec
- Marian Gadzalski (1934–1985) – artysta plastyk, fotograf
- Jan Gaj (1943–2011) − fizyk, prof. Wydziału Fizyki UW
- Zdzisław Benedykt Gałecki (1946–2009) – artysta plastyk
- Bohdan Grzymała-Siedlecki (1919–1999) – pisarz, publicysta, podróżnik
- Anna Halcewicz-Pleskaczewska (1947–1988) − aktorka
- Maria Horbowa (1916–2007) − autorka książki o głodzie na Ukrainie, w którym uczestniczyła
- Adam Iwiński (1958–2010) − reżyser, aktor
- Józef Jaworski (1923–2012) − doktor nauk technicznych, wykładowca PW
- Kazimierz Jeczeń (1940–2001) – reżyser, dziennikarz
- Marek Keller (1955–2012) – ornitolog, przyrodnik, wykładowca SGGW
- Tadeusz Kiciński (1929–1988) – meliorant, prof. SGGW
- Zenon Kierul (1929–1986) – prof. SGGW
- Andrzej Jan Klawe (1938–1991) – prof. Politechniki Warszawskiej
- Adam Kobieracki (1957–2024) – dyplomata
- Józef Kochman (1903–1995) – fitopatolog, mikolog, prof. SGGW, członek PAN
- Wanda Koczeska (1937–2008) – polska aktorka teatralna i filmowa
- Janusz Kondratowicz (1940–2014) – poeta, satyryk, autor tekstów piosenek
- Jan Karol Kostrzewski (1915–2005) – lekarz epidemiolog, b. minister zdrowia i opieki społecznej, b. prezes PAN
- Krystyna Krahelska (1914–1944) – poetka, harcerka
- Wanda Krahelska (1886–1968) – działaczka socjalistyczna
- Wojciech Kubiak (1841–1899) – proboszcz parafii św. Katarzyny (1875-1899), rektor Seminarium w Warszawie
- Bogusław Kubicki (1933–1985) – genetyk, prof. SGGW
- Jan Kuczkowski (1773-–1865) – przez 55 lat proboszcz parafii św. Katarzyny
- Józef Kuczyński (1913–1977) – doc. SGGW
- Zenona Kudanowicz (1893–1988) – aktorka
- Józef Kukułka (1929–2004) – profesor UW, mąż Krystyny
- Tomasz Marek Leoniuk (1963–2002) − dyplomata
- Grażyna Lipińska (1902–1995) − żołnierz, uczestniczka kilku powstań i wojen
- Włodzimierz Ławniczak (1959–2011) − dziennikarz, w 2010 p.o. prezesa TVP S.A.
- Jerzy Machaj (1941–1997) – działacz sportowy i samorządowy, prezes KS Polonia Warszawa
- Franciszek Maciak (1927–2002) – prof. SGGW
- Maciej E. Maciejewski (1932–2002) – rzeźbiarz
- Jan Maj (1936–2012) – działacz sportowy, prezes PZPN
- Longin Majdecki (1925–1997) – twórca Historii Ogrodów
- Jan Majewski (1931–2024) - pułkownik Ludowego Wojska Polskiego, dyplomata, ambasador PRL w  Tajlandii
- Elżbieta Malicka (1938–2009) − lekarz weterynarii, anatomopatolog, prof. WMW SGGW, żona Konrada Malickiego
- Konrad Malicki (1929–2011) – lekarz weterynarii, wirusolog, prof. WMW SGGW, mąż Elżbiety Malickiej
- Jan Malinowski (1922–1994) – geolog
- Florian Maniecki (1927–2008) – ekonomista rolny, prof. SGGW
- Ryszard Manteuffel (1903–1991) – ekonomista rolny, prof.SGGW, członek PAN
- Władysław Martyka (1915–1944) – powstaniec
- Tadeusz Miciak (1915–2000) – działacz ludowy, żołnierz BCh
- Antoni Mikołajczyk (1939–2000) − prof., artysta plastyk
- Kazimierz Modzelewski (1934–2011) − rzemieślnik, przedsiębiorca, polityk SD, poseł na Sejm
- w latach 1998-2018: Janusz Nasfeter (1920–1998) – reżyser i scenarzysta filmowy; w 2018 prochy przeniesione do rodzinnego grobu na starych Powązkach w Warszawie
- Mieczysław Nasiłowski (1929–2004) – ekonomista, profesor SGH
- Wojciech Natanson (1904–1996) – pisarz, tłumacz
- Jerzy Ostromęcki (1909–1988) – meliorant, prof. SGGW
- Tadeusz Pajda (1927–1997) – dziennikarz
- Zygmunt Pancewicz (1923–2008) – prof. Politechniki Warszawskiej
- Henryk Pęcherski (1908–1986) – pedagog, prof. UW
- Jan Pęczek (1950–2021) – aktor[3]
- Andrzej Piszczatowski (1945–2011) – aktor
- Teresa Plata-Nowińska (1946–2009) – prof. ASP
- Leopold Podbielski (1815–1875) – ksiądz katolicki, przez 24 lata wikary, a następnie przez 10 lat proboszcz parafii św. Katarzyny
- Józefat Poznański (1834–1924) – pomolog, weteran powstania styczniowego
- Regina Poźniak (1930–1985) – meliorant, prof. SGGW
- Henryk Pruchniewicz (1926–2006) – ekonomista, b. minister przemysłu chemicznego
- Jan Przeździecki (1889–1951) – uczestnik wojny polsko-bolszewickiej, oficer AK
- Zdzisław Przeździecki (1924–2012) − weterynarz, prof. SGGW, żołnierz AK
- Wojciech Puzio (1928–1968) − sportowiec
- Janusz Rapnicki (1926–1969) − artysta plastyk
- Edward Romanowski (1944–2007) − sportowiec
- Witold Rosa (1929–1985) – leśnik, doc. SGGW
- Kazimierz Siarkiewicz (1927–2001) − prawnik, prof.
- Anna Skarbek-Sokołowska (1878–1972) − literatka
- Piotr Sobczyk (1887–1979) – inżynier-rolnik, poseł na Sejm III, IV i V kadencji w II Rzeczypospolitej
- Jan Stępień (1895–1976) – malarz
- Zdzisław Stępniak (1929–2005) – dziennikarz
- Piotr Strebeyko (1908–2003) − biolog, prof. UW
- Abdon Stryszak (1908–1995) – lekarz weterynarii, prof. UW, SGGW
- Andrzej Szuster (1931–2008) − doktor nauk technicznych, wykładowca Politechniki Warszawskiej
- Piotr Szweda (1933–2008) − generał
- Janina Szweycer-Grupińska (1914–1994) – działaczka społeczna, inicjatorka powstania polskiej filii Bractwa Więziennego
- Jerzy Świątkiewicz (1925–2011) – prawnik, wiceprezes NSA, zastępca Rzecznika Praw Obywatelskich
- Teodor Tazbir (1921–1987) – filozof
- Jan Ferdynand Tkaczyk (1925–2008) − pedagog muzyczny, dyrygent
- Andrzej Tomaszewski (1934–2010) − profesor Politechniki Warszawskiej, architekt, urbanista, historyk architektury, mediewista, specjalista w dziedzinie ochrony zabytków
- Bogumiła Wander (1943–2024) – spikerka i prezenterka telewizyjna
- Ludwik Watycha (1909–1976) – dr hab. geolog, badacz Tatr i Podhala
- Jerzy Wielbut (1936–1990) – artysta muzyk, lutnik
- Jerzy Więckowski (1921–1988) – prof., były dziekan Wydziału Zarządzania UW
- Bolesław Winiarski (1924–2000) – prof. SGGW
- Zbigniew Wnuk (1948–2009) − architekt, dr inż., pracownik naukowy Politechniki Warszawskiej
- Andrzej Wyspiański (1955–1997) – malarz, prof. Europejskiej Akademii Sztuk
- Bolesław Zagała (1912–1995) – tłumacz, autor opowiadań dla dzieci i młodzieży, redaktor naczelny Świerszczyka, odznaczony Orderem Uśmiechu
- Janina Zagała (1913–2001) – historyk sztuki, przewodnik
- Edmund Zieliński (1909–1992) – hokeista, olimpijczyk z Garmisch-Partenkirchen.
- Sylwester Zieliński (1963–2000) – operator filmowy
- Mikołaj Zozula (1915–1985) – dziennikarz i działacz ludowy
- Rafał Żebrowski (1954–2024) – historyk, publicysta, pisarz i poeta